# 2006년 대한민국의 주말 흥행 1위 영화 목록
다음은 2006년 대한민국에서 주말(금요일 ~ 일요일) 간 박스오피스 1위를 달성한 영화의 목록이다.
| #  | 날짜             | 영화                                   | 수입 (단위: ₩) | 비고 |
| -- | ---------------- | -------------------------------------- | -------------- | ---- |
| 1  | 2006년 1월 8일   | 《왕의 남자》                          | 5,289,580,500  |      |
| 2  | 2006년 1월 15일  | 《왕의 남자》                          | 5,752,334,000  |      |
| 3  | 2006년 1월 22일  | 《투사부일체》                         | 7,058,919,500  |      |
| 4  | 2006년 1월 29일  | 《투사부일체》                         | 5,514,072,000  |      |
| 5  | 2006년 2월 5일   | 《왕의 남자》                          | 3,595,281,000  |      |
| 6  | 2006년 2월 12일  | 《흡혈형사 나도열》                    | 3,114,923,000  |      |
| 7  | 2006년 2월 19일  | 《구세주》                             | 2,304,488,000  |      |
| 8  | 2006년 2월 26일  | 《음란서생》                           | 4,013,532,500  |      |
| 9  | 2006년 3월 5일   | 《음란서생》                           | 2,649,673,600  |      |
| 10 | 2006년 3월 12일  | 《데이지》                             | 2,741,121,000  |      |
| 11 | 2006년 3월 19일  | 《여교수의 은밀한 매력》               | 1,887,732,000  |      |
| 12 | 2006년 3월 26일  | 《청춘만화》                           | 3,525,639,000  |      |
| 13 | 2006년 4월 2일   | 《청춘만화》                           | 2,128,068,100  |      |
| 14 | 2006년 4월 9일   | 《달콤, 살벌한 연인》                  | 2,743,016,000  |      |
| 15 | 2006년 4월 16일  | 《달콤, 살벌한 연인》                  | 2,363,948,500  |      |
| 16 | 2006년 4월 23일  | 《달콤, 살벌한 연인》                  | 2,019,491,600  |      |
| 17 | 2006년 4월 30일  | 《사생결단》                           | 3,165,910,500  |      |
| 18 | 2006년 5월 7일   | 《미션임파서블 3》                     | 7,200,457,900  |      |
| 19 | 2006년 5월 14일  | 《미션임파서블 3》                     | 5,483,873,700  |      |
| 20 | 2006년 5월 21일  | 《다빈치코드》                         | 6,404,729,600  |      |
| 21 | 2006년 5월 28일  | 《다빈치코드》                         | 3,531,310,100  |      |
| 22 | 2006년 6월 4일   | 《포세이돈》                           | 3,615,384,900  |      |
| 23 | 2006년 6월 11일  | 《포세이돈》                           | 2,405,538,400  |      |
| 24 | 2006년 6월 18일  | 《엑스맨 : 최후의 전쟁》               | 4,022,240,500  |      |
| 25 | 2006년 6월 25일  | 《엑스맨 : 최후의 전쟁》               | 2,184,706,500  |      |
| 26 | 2006년 7월 2일   | 《수퍼맨 리턴즈》                      | 3,901,361,700  |      |
| 27 | 2006년 7월 9일   | 《캐리비안의 해적 : 망자의 함》        | 6,258,119,000  |      |
| 28 | 2006년 7월 16일  | 《한반도》                             | 5,454,202,500  |      |
| 29 | 2006년 7월 23일  | 《한반도》                             | 3,838,391,500  |      |
| 30 | 2006년 7월 30일  | 《괴물》                               | 10,803,996,800 |      |
| 31 | 2006년 8월 6일   | 《괴물》                               | 10,293,173,500 |      |
| 32 | 2006년 8월 13일  | 《괴물》                               | 6,356,922,700  |      |
| 33 | 2006년 8월 20일  | 《괴물》                               | 4,405,237,900  |      |
| 34 | 2006년 8월 27일  | 《괴물》                               | 2,578,595,300  |      |
| 35 | 2006년 9월 3일   | 《일본침몰》                           | 2,011,512,300  |      |
| 36 | 2006년 9월 10일  | 《연애, 그 참을 수 없는 가벼움》       | 1,443,613,300  |      |
| 37 | 2006년 9월 17일  | 《우리들의 행복한 시간》               | 4,100,887,200  |      |
| 38 | 2006년 9월 24일  | 《가문의 부활》                        | 4,335,823,700  |      |
| 39 | 2006년 10월 1일  | 《타짜》                               | 4,856,114,500  |      |
| 40 | 2006년 10월 8일  | 《타짜》                               | 7,312,122,500  |      |
| 41 | 2006년 10월 15일 | 《타짜》                               | 3,279,245,300  |      |
| 42 | 2006년 10월 22일 | 《거룩한 계보》                        | 2,766,838,500  |      |
| 43 | 2006년 10월 29일 | 《거룩한 계보》                        | 1,731,037,200  |      |
| 44 | 2006년 11월 5일  | 《악마는 프라다를 입는다》             | 1,299,698,700  |      |
| 45 | 2006년 11월 12일 | 《사랑따윈 필요없어》                  | 1,198,866,400  |      |
| 46 | 2006년 11월 19일 | 《애정결핍이 두 남자에게 미치는 영향》 | 1,139,010,600  |      |
| 47 | 2006년 11월 26일 | 《해바라기》                           | 1,690,860,400  |      |
| 48 | 2006년 12월 3일  | 《해바라기》                           | 1,518,960,100  |      |
| 49 | 2006년 12월 10일 | 《싸이보그지만 괜찮아》                | 2,093,224,300  |      |
| 50 | 2006년 12월 17일 | 《미녀는 괴로워》                      | 3,857,438,400  |      |
| 51 | 2006년 12월 24일 | 《박물관이 살아있다》                  | 4,517,330,200  |      |
| 52 | 2006년 12월 31일 | 《박물관이 살아있다》                  | 4,365,399,400  |      |

## 참고 자료
- KOFIC 영화진흥위원회 주간/주말 박스오피스 참고